# Eyjafjallajökull (film)
Pour les articles homonymes, voir Eyjafjallajökull (homonymie).
Pour plus de détails, voir Fiche technique et Distribution.
Eyjafjallajökull, ou Le Volcan au Québec, est une comédie franco-belge réalisée par Alexandre Coffre, sortie en 2013.

## Synopsis
L’Eyjafjallajökull, volcan islandais, est en éruption, entraînant une paralysie du trafic aérien européen. Pour Alain et Valérie, un couple divorcé, c’est une catastrophe. S'ils veulent arriver à temps au mariage de leur fille dans un petit village de Grèce, ils devront faire la route ensemble quitte à se supporter.

## Fiche technique
Sauf indication contraire, les informations mentionnées dans cette section peuvent être confirmées par la base de données cinématographiques IMDb,  présente dans la section « Liens externes ».
- Titre original : Eyjafjallajökull
- Titre québécois : Le Volcan
- Réalisation : Alexandre Coffre
- Scénario : Alexandre Coffre, Laurent Zeitoun et Yoann Gromb, d'après une idée originale de Yoan Gromb
- Musique : Thomas Roussel
- Direction artistique : Pascal Le Guellec
- Décors : Gwendal Bescond
- Costumes : Sonia Philouze et Laetitia Bouix
- Photographie : Pierre Cottereau
- Son : Pascal Armant, Marc Bastien, Damien Tronchot, Matthieu Tibi
- Montage : Sophie Fourdrinoy
- Production : Nicolas Duval-Adassovsky, Laurent Zeitoun et Yann Zenou
  - Production exécutive : Camille Lipmann
  - Production exécutive (Allemagne) : Sebastian Rybing
  - Production associée : Dominique Boutonnat, Arnaud Bertrand, Hubert Caillard
  - Coproduction : Genevieve Lemal
- Sociétés de production[2] :
  - France : Quad Productions, TF1 Films Production, Mars Films, Les Productions du Ch'timi et Chaocorp Développement, avec la participation de Canal+, Ciné+ et TF1, avec le soutien de la société des Producteurs de Cinéma et de Télévision (Procirep)
  - Belgique : Scope Pictures, avec le soutien de SCOPE Invest et Tax shelter du Gouvernement Fédéral Belge
- Sociétés de distribution[3] : Mars Distribution (France) ; Alternative Films (Belgique) ; Les Films Séville (Québec) ; Ascot Elite Entertainment Group (Suisse romande)
- Budget : 23 129 213 €[4]
- Pays de production :  France,  Belgique
- Langues originales : français, albanais, grec, anglais, allemand
- Format[5] : couleur - 35 mm / D-Cinema - 2,35:1 (Cinémascope) - son Dolby 5.1
- Genre : comédie
- Durée : 92 minutes
- Dates de sortie[6] :
  - France : 24 août 2013 (Festival du film francophone d'Angoulême) ; 2 octobre 2013 (sortie nationale)
  - Belgique, Suisse romande : 2 octobre 2013[7],[8]
  - Québec : 25 juillet 2014[9]
- Classification[10] :
  - France : tous publics[11]
  - Belgique : tous publics (Alle Leeftijden)[7]
  - Suisse romande : interdit aux moins de 12 ans[12]
  - Québec : tous publics (G - General Rating)[9]

## Distribution
- Valérie Bonneton : Valérie
- Dany Boon : Alain
- Denis Ménochet : Ezéchiel
- Bérangère McNeese : Cécile
- Albert Delpy : Tonton Roger
- Constance Dollé : Sylvie
- Malik Bentalha : ami de Cécile
- Tiphaine Daviot : amie de Cécile
- Valentine Carette : Joshina
- Myriam Azencot : Voisine avion

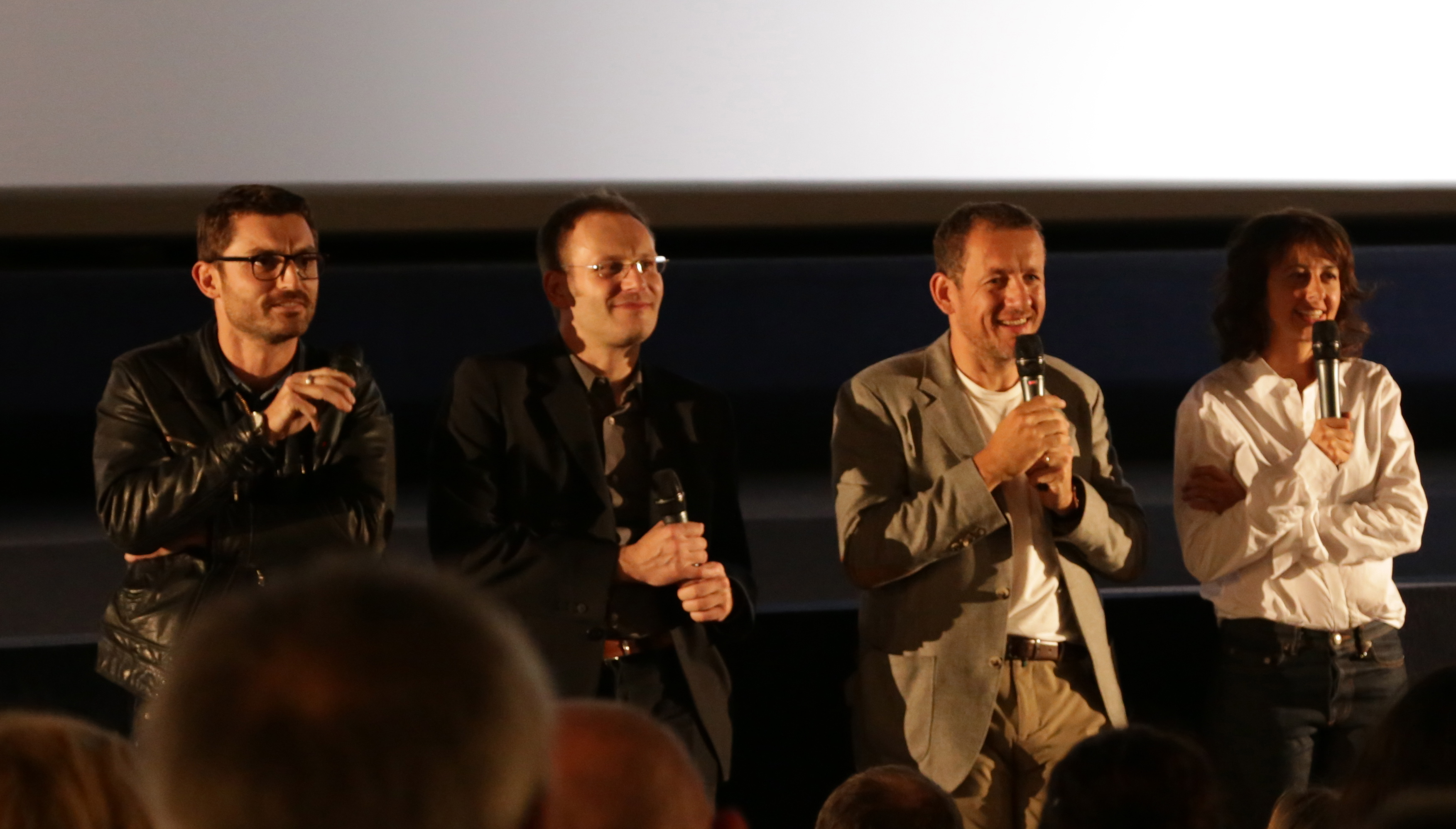
Le réalisateur Alexandre Coffre sur la gauche, lors de la présentation du film le 16 septembre 2013 à Lyon.

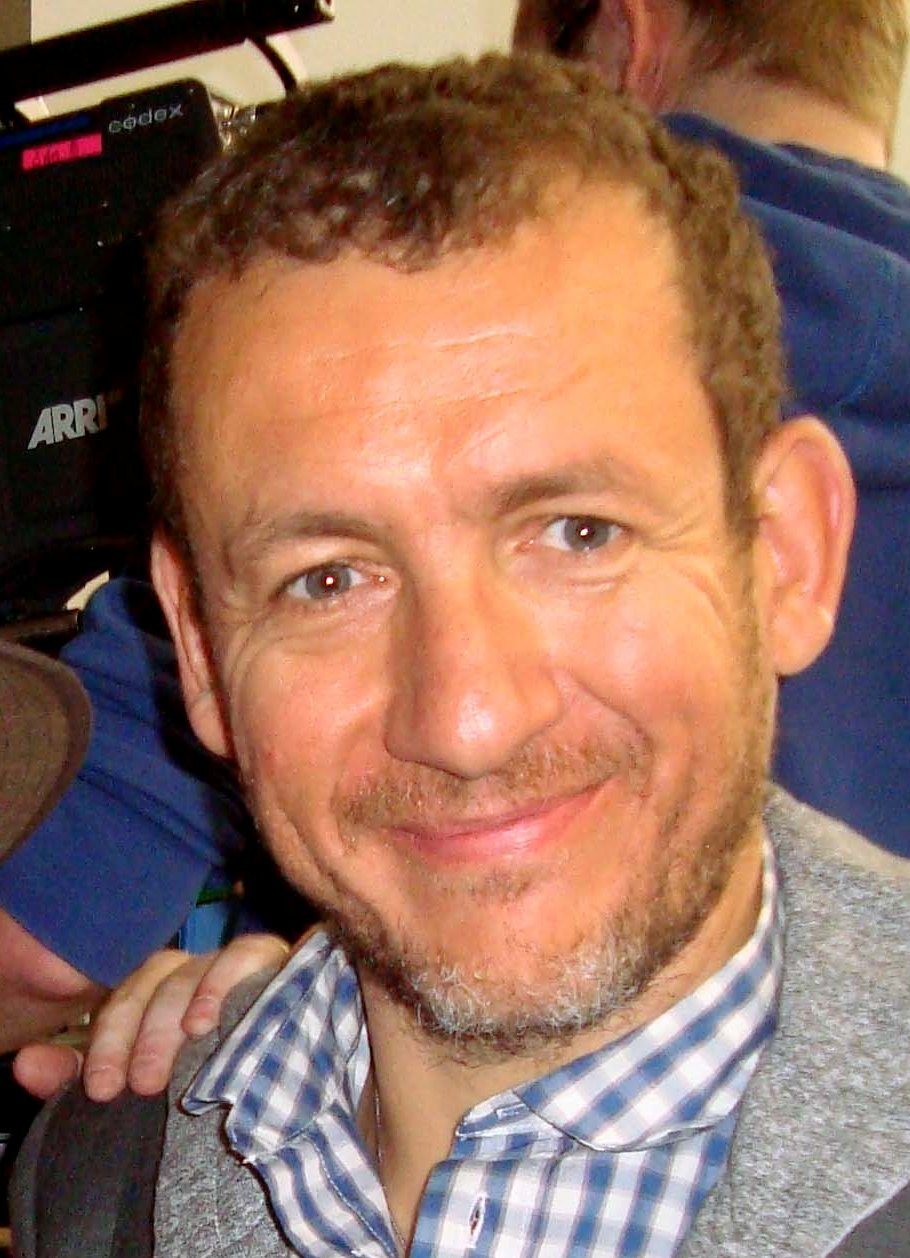
La star Dany Boon sur le tournage du film.

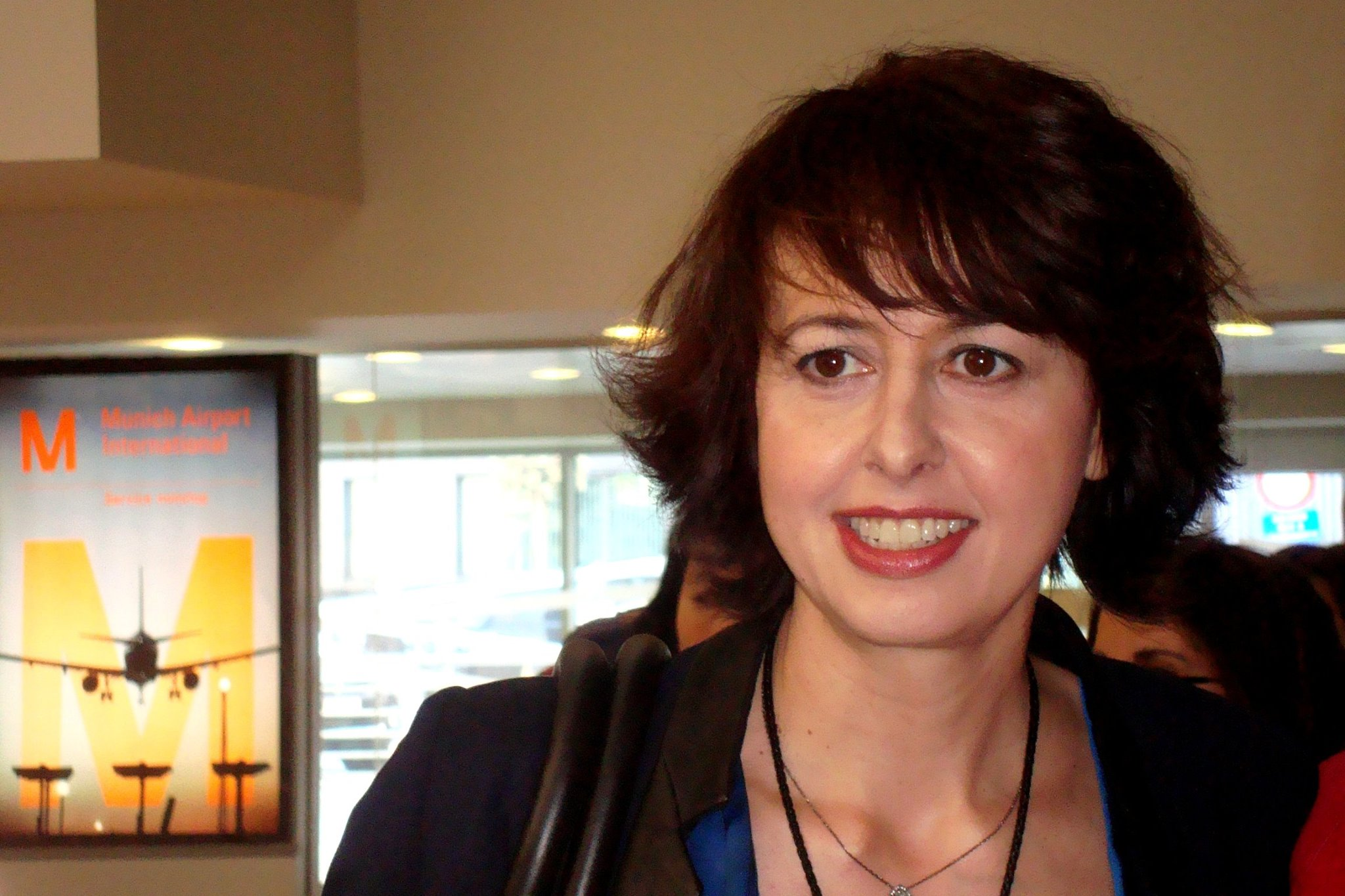
Et l'actrice principale Valérie Bonneton.

- Arnaud Henriet : Voisin avion Alain
- Yann Sorton : Stewart grec
- Jochen Hägele : Agent Avis Allemagne
- Barbara Ornellas : Femme autocar
- Brigitte Böttrich : Propriétaire B&B
- Markus Baumeister : Homme station-service
- Magdalena Steinlein : Fille station-service
- Joan Pascu : Chauffeur autocar
- Joze Zalar : Supporter bus
- Jernej Campelj : Réceptionniste hôtel nuit Slovénie
- Sanja Marin : Réceptionniste hôtel jour Slovénie
- Amar Bukvic : Policier 1 aéroport Ljubljana
- Frano Domitrovic : Policier 2 aéroport Ljubljana
- Adnan Palangic : Erion
- Bozidar Smiljanic : Osman
- Thodoros Katsafados : Commissaire grec
- Chryssa Florou : Traductrice grecque
- Bartholomew Boutellis : Stavros
- Filippos Zografos : Le pope
- Athina Masoura : Chœur 1
- Ioannis Papazoglou : Chœur 2

## Production

### Tournage
Le film a été tourné principalement :
en Belgique
- Province d'Anvers
  - Les scènes tournées sur un supposé aéroport de Slovénie, sont en fait tournées à l'aéroport d'Anvers, en Belgique. On y distingue notamment des panneaux indicatifs en néerlandais (fléchage "brandweer" et logo de la compagnie aérienne VLM).
- Province de Liège
  - Amblève
  - Liège
  - Malmedy
  - Saint-Vith
  - Spa
  - Stavelot
  - Stoumont
- Bruxelles-Capitale
  - Aéroport de Bruxelles-National
  - Forest
- Province de Namur
  - Dinant
  - Onhaye

En Autriche
- Salzbourg

En Croatie
- Cres (ville)
- Cres (île)
- Lubenice
- Mali Lošinj
- Zagreb

France
- Liste de films tournés dans l'Essonne
  - D'Huison-Longueville

## Musique
Dany Boon fredonne tout au long du film la chanson Cécile, ma fille de Claude Nougaro.

### Bande originale
La bande originale du film a été composée par Thomas Roussel et éditée par Quad. Elle contient un CD de dix-huit titres parus le 30 septembre 2013.
| 1.          | Ouverture (Eyjafjallajökull) - Thomas Roussel                      | 2:05 |
| 2.          | Bohemian Like You - The Dandy Warhols                              | 3:32 |
| 3.          | When They Fight, They Fight - Generationals                        | 3:20 |
| 4.          | Life's a Beach - Django Django                                     | 3:06 |
| 5.          | Black Betty - Ram Jam                                              | 3:57 |
| 6.          | Le pont - Thomas Roussel                                           | 1:35 |
| 7.          | Jésus oh oh oh - Patricia Bonneau-Fauchard                         | 1:45 |
| 8.          | L'arbalette - Thomas Roussel                                       | 2:19 |
| 9.          | Le baiser - Thomas Roussel                                         | 1:55 |
| 10.         | Firewater - Django Django                                          | 4:48 |
| 11.         | Le vol de voiture - Thomas Roussel                                 | 1:20 |
| 12.         | Décollage ! - Thomas Roussel                                       | 1:33 |
| 13.         | Le crash - Thomas Roussel                                          | 1:32 |
| 14.         | La steppe - Thomas Roussel                                         | 1:03 |
| 15.         | La traversée - Thomas Roussel                                      | 1:23 |
| 16.         | Le mariage - Thomas Roussel                                        | 1:38 |
| 17.         | Eyjafjallajökull - Eliza Geirsdottir Newman (Thomas Roussel Remix) | 2:32 |
| 18.         | Baptême de l'air - Thomas Roussel                                  | 1:24 |
| 40 min 36 s |                                                                    |      |

## Accueil

### Accueil critique
En France, le site Allociné propose une note moyenne de 2,5⁄5 à partir de l'interprétation de critiques provenant de 15 titres de presse.

### Box-office
- France :  1 787 433 entrées[14] (10 semaines à l'affiche)

Malgré un démarrage en première place du box-office français, le film n'a réuni que plus de 72 000 entrées lors de son premier jour  et près de 546 000 entrées en première semaine. Le long-métrage reste six semaines dans le top 20 hebdomadaire en ayant totalisé 1 757 711 entrées. En fin d'exploitation, Eyjafjallajökull enregistre un résultat de 1,8 million d'entrées, mais affiche une rentabilité de 50 % par rapport à son budget de 23,1 millions €,. Il s'agit d'une seconde déception de suite pour Dany Boon après Un plan parfait (1,2 million d'entrées pour un budget de 26 millions €, soit une rentabilité de 29 %)

## Récompenses et distinctions

### Récompenses
- Festival du film de Traverse City 2014 : Prix des fondateurs de la meilleure comédie pour Alexandre Coffre[18].

### Nominations
- Festival du film français d'Helvétie 2013 : Sélection FFFH.[réf. souhaitée]

## Autour du film
- Le film est disponible en VOD et il est sorti en DVD et Blu-ray le 5 février 2014.
- L'avion avec lequel s'échappent Dany Boon et Valérie Bonneton est un Morane-Saulnier Rallye MS.893a Commodore immatriculé S5-DAY (OO-DAY dans la réalité, c'est-à-dire en Belgique)[19].